# Khlong Hat (huyện)
Khlong Hat (tiếng Thái: คลองหาด) là huyện (amphoe) cực đông nam của tỉnh Sakaeo, phía đông Thái Lan.

## Lịch sử
Năm 1984, người tị nạn Campuchia chạy đến đây. Chính phủ Thái Lan đã tách 4 phó huyện Khlong Hat, Thai Udom, Sap Makrut và Sai Diao từ Watthana Nakhon và lập một tiểu huyện (king amphoe), có hiệu lực từ ngày 1 tháng 1 năm 1985. Đơn vị này đã được nâng thành huyện ngày 21 tháng 5 năm 1990.

## Địa lý
Các huyện giáp ranh (từ phía nam theo chiều kim đồng hồ) là: Soi Dao của tỉnh Chanthaburi, Wang Sombun, Wang Nam Yen, Watthana Nakhon và Aranyaprathet của tỉnh Sakaeo. Về phía đông là tỉnh Battambang của Campuchia.

## Hành chính
Huyện này được chia thành 7 phó huyện (tambon), các đơn vị này lại được chia ra thành 69 làng (muban). Không có khu vực đô thị, có  7 Tổ chức hành chính tambon.
| STT. | Tên               | Tên Thái   | Số làng | Dân số |  |
| ---- | ----------------- | ---------- | ------- | ------ |  |
| 1.   | Khlong Hat        | คลองหาด    | 13      | 9.206  |  |
| 2.   | Thai Udom         | ไทยอุดม     | 9       | 4.295  |  |
| 3.   | Sap Makrut        | ซับมะกรูด    | 11      | 4.692  |  |
| 4.   | Sai Diao          | ไทรเดี่ยว    | 9       | 3.871  |  |
| 5.   | Khlong Kai Thuean | คลองไก่เถื่อน | 11      | 5.797  |  |
| 6.   | Benchakhon        | เบญจขร     | 10      | 4.249  |  |
| 7.   | Sai Thong         | ไทรทอง     | 8       | 3.250  |  |